# Jiří Rusnok
Jiří Rusnok, né le 16 octobre 1960 à Ostrava (Tchécoslovaquie), est un économiste et homme d'État tchèque, président du gouvernement de 2013 à 2014.

## Carrière d'économiste
Diplômé de l'École supérieure d'économie de Prague en 1984, Jiří Rusnok rejoignit la Commission de planification de l'État, avant d'intégrer les services du ministère de la Planification stratégique, au rang de responsable de la stratégie sociale.
Entre 1992 et 1998, il dirigea le département socio-économique de la Confédération tchéco-morave des syndicats (ČMKOS) ; il quitte ce service après avoir été nommé vice-ministre du Travail dans le gouvernement de Miloš Zeman. Quelques mois plus tôt, il rejoignait les rangs du Parti social-démocrate tchèque (ČSSD).

## Carrière politique

### Deux fois ministre
Ministre des Finances dans ce même cabinet, Rusnok a conservé son rang de ministre dans le gouvernement de Vladimír Špidla, s'étant vu, cette fois-ci, confier le portefeuille de l'Industrie et du Commerce. En 2002, il a été élu député pour la circonscription de Hradec Králové ; il a quitté ses fonctions parlementaires en avril 2003.
En 2010, Jiří Rusnok est devenu l'un des membres du Conseil économique national, chargé de proposer des alternatives politiques et économiques à la crise financière. La même année, il quitte le ČSSD, dénonçant le populisme naissant au sein du mouvement.

### Président du gouvernement
Le 25 juin 2013, une semaine suivant la démission du président du gouvernement Petr Nečas, impliqué dans une importante affaire de corruption, Rusnok est désigné chef du gouvernement par le président de la République, Miloš Zeman. Ce dernier, soulignant « l'estime » qu'il a pour cet économiste, lui a confié la charge de former un gouvernement technique, chargé de gérer les affaires courantes de la Nation jusqu'à la convocation d'élections législatives anticipées ; une mission acceptée par Rusnok, qui a dit « espérer [voir] [s]on gouvernement formé, puis nommé d’ici quinze jours au plus tard », celui-ci ayant pour principale tache la préparation d'une loi de finances équilibrée,,.
Le 8 juillet, Rusnok annonce avoir terminé la composition de son gouvernement, dans lequel est nommé, au ministère des Finances, l'ancien président du gouvernement Jan Fischer, également nommé vice-président du gouvernement. Le même jour, Radio Prague avance la date du 10 juillet pour la prestation de serment du nouveau gouvernement.
Cependant, le 7 août, le cabinet du président du gouvernement n'obtient pas la confiance de la Chambre basse, 93 députés s'étant prononcés en faveur du gouvernement intérimaire de Rusnok, contre 100 n'ayant pas accordé leur confiance au chef du gouvernement. Jiří Rusnok, qui avait pourtant déclaré avoir l'intention de gouverner sans la confiance du Parlement, annonce dans la foulée la démission immédiate de son gouvernement, une décision qui pourrait provoquer la dissolution de la Chambre.
Presque deux semaines plus tard, le 20 août, 140 députés votent en faveur d'élections législatives anticipées, soit 20 de plus que la majorité requise.